# Psychotria biaristata
Psychotria biaristata är en måreväxtart som beskrevs av Friedrich Gottlieb Bartling och Dc.. Psychotria biaristata ingår i släktet Psychotria och familjen måreväxter. Inga underarter finns listade i Catalogue of Life.